# Buchillon
Buchillon ([byʃijɔ̃], im einheimischen frankoprovenzalischen Dialekt [(a) buʦəˈjɔ̃] oder [(a) buʦəˈʎɔ̃]) ist eine politische Gemeinde im Distrikt Morges des Kantons Waadt in der Schweiz.

## Geographie
Buchillon liegt auf 398 m ü. M., 7 km südwestlich der Bezirkshauptstadt Morges (Luftlinie). Das ehemalige Bauerndorf erstreckt sich auf einer Geländeterrasse östlich des Flusses Aubonne, an aussichtsreicher Lage rund 30 m über dem Seespiegel des Genfersees.
Die Fläche des 2,1 km² grossen Gemeindegebiets umfasst einen Abschnitt am Nordufer des Genfersees. Der Gemeindeboden erstreckt sich vom schmalen Uferrandstreifen nordwärts bis auf die Terrasse von Buchillon, auf der mit 410 m ü. M. der höchste Punkt der Gemeinde erreicht wird. Die östliche Begrenzung bildet der Bach Ruisseau des Chenaux, im Westen reicht das Gebiet bis an den Flusslauf der Aubonne, die an ihrer Mündung in den Genfersee im Lauf der Zeit einen Schwemmkegel aufgeschüttet hat. Der östliche Teil des als Naturschutzgebiet von nationaler Bedeutung ausgewiesenen Areals Chanivaz – Delta de l’Aubonne gehört ebenfalls zu Buchillon. 
Von der Gemeindefläche entfielen 1997 25 % auf Siedlungen, 32 % auf Wald und Gehölze, 41 % auf Landwirtschaft und etwas mehr als 2 % war unproduktives Land.
Zu Buchillon gehören einige Einfamilienhaussiedlungen, der Weiler Grands Bois (405 m ü. M.) auf der Terrasse östlich des Aubonnetals und das Gehöft Chanivaz (378 m ü. M.) auf dem Schwemmfächer der Aubonne. Die Nachbargemeinden von Buchillon sind im Osten Saint-Prex, im Norden Etoy und im Westen Allaman.

## Bevölkerung
Mit 687 Einwohnern (Stand 31. Dezember 2023) gehört Buchillon zu den kleineren Gemeinden des Kantons Waadt. Von den Bewohnern sind 82,0 % französischsprachig, 7,5 % deutschsprachig und 3,3 % englischsprachig (Stand 2000). Die Bevölkerungszahl von Buchillon belief sich 1850 auf 176 Einwohner, 1900 auf 203 Einwohner. Seit 1960 (284 Einwohner) setzte eine rasante Bevölkerungszunahme mit einer Verdoppelung der Einwohnerzahl innerhalb von 40 Jahren ein.

## Wirtschaft
Buchillon war bis Mitte des 20. Jahrhunderts ein vorwiegend durch die Landwirtschaft geprägtes Dorf. Noch heute haben der Ackerbau und der Weinbau (besonders am Südhang unterhalb des Ortskerns) eine gewisse Bedeutung in der Erwerbsstruktur der Bevölkerung. Weitere Arbeitsplätze sind im lokalen Kleingewerbe und vor allem im Dienstleistungssektor vorhanden. In den letzten Jahrzehnten hat sich das Dorf dank seiner attraktiven Lage zu einer Wohngemeinde entwickelt. Viele Erwerbstätige sind deshalb Wegpendler, die in den grösseren Orten entlang des Genfersees arbeiten.

## Verkehr
Die Gemeinde ist verkehrstechnisch sehr gut erschlossen. Sie liegt nahe der Hauptstrasse 1, die von Genf entlang dem Seeufer nach Lausanne führt. Der Autobahnanschluss Aubonne an der 1964 eröffneten A1 (Genf-Lausanne) ist rund 2 km vom Ort entfernt. Die Haltestelle Etoy an dem am 14. April 1858 eingeweihten Abschnitt von Morges nach Coppet der Eisenbahnlinie Lausanne-Genf liegt nur wenig ausserhalb des Gemeindegebiets. Durch einen Postautokurs, der von der Haltestelle Etoy über Buchillon nach Aubonne verkehrt, ist das Dorf an das Netz des öffentlichen Verkehrs angeschlossen.

## Geschichte
Das Gemeindegebiet war schon sehr früh bewohnt, was Funde von Überresten einer Seeufersiedlung, eines Dolches und von Lanzenspitzen belegen. Auch aus der Römerzeit sind Ruinen erhalten. Die erste urkundliche Erwähnung des Ortes Chanivaz erfolgte 1228 unter dem Namen Chanliva; es war im Mittelalter die grössere und bedeutendere Siedlung als das 1339 erstmals genannte Buschillion.
Buchillon gehörte den Herren von Aubonne und erlangte im Mittelalter einen gewissen Wohlstand dank der Zollstelle an der Brücke über die Aubonne. Mit der Eroberung der Waadt durch Bern im Jahr 1536 kam Buchillon unter die Verwaltung der Vogtei Morges, wobei Allaman die hohe Gerichtsbarkeit innehatte. Nach dem Zusammenbruch des Ancien Régime gehörte das Dorf von 1798 bis 1803 während der Helvetik zum Kanton Léman, der anschliessend mit der Inkraftsetzung der Mediationsverfassung im Kanton Waadt aufging. 1798 wurde Buchillon zunächst dem Bezirk Aubonne zugeteilt und kam erst 1803 zum Bezirk Morges.

## Sehenswürdigkeiten
Im Ortskern von Buchillon sind einige typische Acker- und Weinbauernhäuser aus dem 18. und 19. Jahrhundert erhalten.

## Persönlichkeiten
- Hans Walter (1912–1992), Schriftsteller und Aquarellist
- Hans Gerber (1910–1978), Bildhauer, Collagist und Zeichner

## Buchillon in der Literatur
Die deutsche Exil-Autorin Lisa Tetzner lässt das Wiedersehen der Protagonisten nach dem Zweiten Weltkrieg und die Gründung eines neuen Bundes des Friedens im 9. Band (1949) ihrer Kinder-Odyssee "Die Kinder aus Nr. 67" bei der hilfsbereiten (fiktiven) Familie Suter in Buchillon spielen.